# Таиланд на летних Олимпийских играх 1968
Таиланд принимал участие в Летних Олимпийских играх 1968 года в Мехико (Мексика) в пятый раз за свою историю, но не завоевал ни одной медали.